# Óriás passiógyümölcs

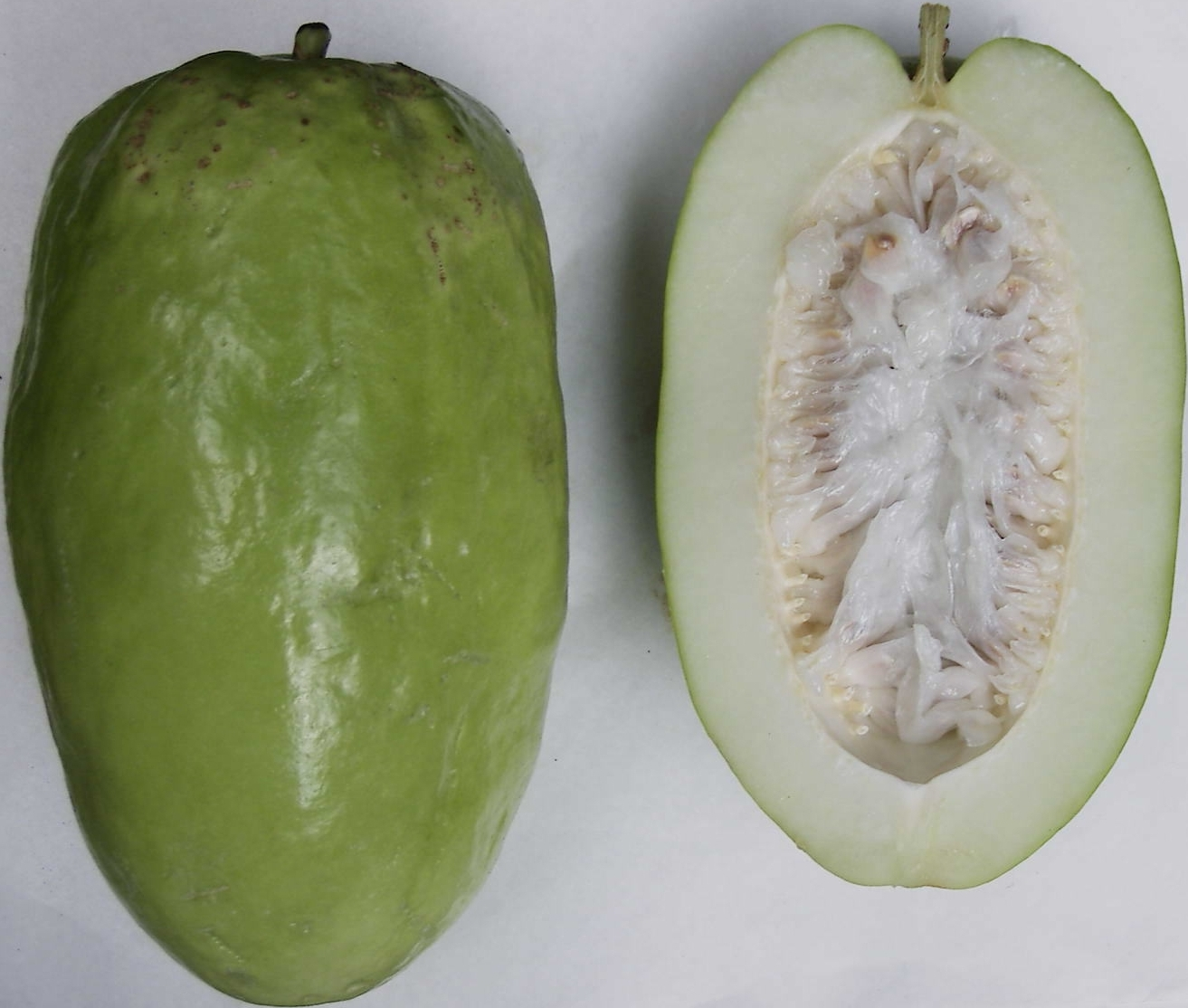
Termése

Az óriás passiógyümölcs (Passiflora quadrangularis) a legnagyobb termésű golgotavirág. Szára négyszögletes, sötétzöld levele tenyérnyi. Mintegy 12 cm átmérőjű virágának szirmai sötétpiros-bordók, rojtkoszorúja fehéren tarkázott sötétlila, és a virágszirmok síkjára merőlegesen csőszerű képletet alkot. Illata rendkívül erőteljes, bódító.

## Elterjedése, élőhelye
Costa Ricából származik, de termesztik szerte a trópusokon.
Elterjedése: a trópusi Amerikában honos, és a karib-tengeri szigeteken, valamint Mexikótól Brazíliáig gyakran, míg Dél- és Délkelet-Ázsiában, valamint Észak-Ausztráliában és a trópusi Afrikában ritkán termesztik.

## Megjelenése, felépítése
Ovális termése kb. 10 cm hosszú; átmérője mintegy 8 cm. Éretten sárga színű; enyhén savanykás, de azért édes, aromás ízű.
Az óriás passiógyümölcs örökzöld, a tövén fásodó, gumós gyökerű kúszónövény legfeljebb 40 m hosszú hajtásokkal. A szár keresztmetszete négyszögletű, szárnyas.
Szórtan álló leveleinek széle ép vagy a vállán fogazott, széles tojásdad vagy hegyes csúcsú elliptikus, lekerekített vagy szíves vállú; elérheti a 25 cm  × 18 cm-t. A háromszögletű, 5–8 cm-es levélnyélen három mirigypár ül, alapjáról pedig két lándzsás, ép szélű vagy mirigyesen fogazott (2–5 × 1–2,5 cm) pálhalevél és egy el nem ágazó, legfeljebb 35 cm hosszú kacs nő.
A lecsüngő, a maracujáéval azonos felépítésű virágok mintegy 12 cm szélesek, magánosan fejlődnek a levélhónaljakban. Csészéjük harang alakú. Az öt, egyenként legfeljebb 5 cm hosszú, alapjánál összenőtt, elliptikus csészelevél kívül zöld vagy pirosaszöld, belül fehér, piros vagy lila. Az ugyancsak öt elliptikus szirom 4–5 cm hosszú és 1,5–2 cm széles, rózsaszín vagy bíborvörös. A mellékpárta fonalai fehér alapon lila vagy bíbor csíkosak, a csúcsuk fehér.
A nyomásra érzékeny gyümölcs a tökhöz hasonló, szabálytalanul elliptikus, tojás vagy bunkó alakú, alig szögletes, a kocsánynál mélyen benyomódott, Az akár 35 cm × 15 cm-esre is megnövő bogyó tömege elérheti a 3 kg-ot; vékony héja sima, fényes és világos sárgászöld. A legfeljebb 4 cm vastag terméshús üveges fehér, szilárd, húsos, lédús, gyenge ízű és szagú. A terjedelmes központi termésüreget sok-sok mag tölti ki. A magokat üveges magköpeny borítja, és rövid, kocsányszerű szemölcsökkel tapadnak a termés belső falának varrataihoz. A magköpenyeket szilárd, átlátszó hártya veszi körül; a pulpájuk bő levű, színtelen vagy halvány sárgás-narancssárga, enyhén savanykás, de csak kissé zamatos. A vörösesbarna, lapos és elliptikus, legfeljebb 10 mm × 9 mm × 1 mm-es magok mindkét vége beöblösödik; a közepük gyengén szemölcsös.

## Termesztése
Tartós meleget és sok csapadékot, mély, tápanyagdús talajt igényel. A hőmérséklet ingadozására érzékeny, ezért gyakorlatilag csak a trópusi éghajlatú síkságokon termeszthető eredményesen. Gyakran kell trágyázni. Számos változatát fejlesztették ki, a fő különbség a termések mérete és aromája. A gyorsan fejlődő növényt magról vagy dugvánnyal szaporítják.
Akkor kezdik szüretelni, amikor termése sárgulni kezd.

## Felhasználása
A bevezetőben vázolt különlegességei az egyik legszebb trópusi dísznövénnyé teszik.
Valamennyi más Passiflora fajtól eltérően az óriás passiógyümölcs bogyójából nemcsak a magköpenyek ehetők, hanem a terméshús is. Bár ez csaknem ízetlen,  sok C-vitamint tartalmazó bogyót Latin-Amerikában nagyon kedvelik: a terméshúst párolva zöldségként fogyasztják, vagy cukorral főzve desszertnek tálalják. Nyersen a meghámozott, apróra vágott gyümölcsöt cukrozva, citromlével ízesítve gyümölcsként vagy salátákba keverve eszik. A magköpenyek pulpájából szirupot és üdítőitalokat állítanak elő.
A termés nyugtató hatású, csökkenti a fejfájást, az asztmát, a hasmenést és az álmatlanságot. A levelek, gyökerek és éretlen magvak nyersen mérgezők; a népi gyógyászatban májbántalmakra, valamint hánytató és féregűző szerként alkalmazzák őket.